# 限定価格
限定価格（げんていかかく）とは、不動産の価格の種類の一つである。不動産は、分割、併合、複数の権利が併存することの可能性があることから、限定した市場が成立することがあり、それを前提とした価格を求める必要がある場合もある。
本項目においては、基本的に不動産鑑定評価基準による。ここでは、次のとおり定義され、正常価格と同一の市場概念の下において形成されるであろう市場価値と乖離しても当事者にとって経済合理性が認められる価格と言える。
市場性を有する不動産について、不動産と取得する他の不動産との併合又は不動産を取得する際の分割等に基づき正常価格と同一の市場概念の下において形成されるであろう市場価値と乖離することにより、市場が相対的に限定される場合における取得部分の当該市場限定に基づく市場価値を適正に表示する価格
なお、賃料においても、限定価格と同一の市場概念の下で新規の賃貸借契約において成立するであろう経済価値を適正に表示する賃料である「限定賃料」がある。

## 限定価格を求めることができる場合
次の場合が例示としてあげられる。
1. 借地権者が底地の併合を目的とする売買に関連する場合
2. 隣接不動産の併合を目的とする売買に関連する場合
3. 経済合理性に反する不動産の分割を前提とする売買に関連する場合

1. については、同一所有者に帰属することにより借地契約による制約がなくなることによる市場性の回復に伴う増分価値が生ずる場合がある。一方、底地の所有者が借地権の併合を目的とする場合は、日本の場合、第三者取引の場合と価格が特に差異が見られないことも考えられるため、限定価格が求められるとは限らない。
2. については、土地の間口、奥行、地積、形状等の状態が併合により改善されることによる増分価値が生ずる場合があることなどによる。
3. については、区分地上権設定も、空間的・立体的分割であると考えられ、権利設定部分以外の利用制限に相応する経済価値の減少が生ずることにより、限定価格となると考えられる。

## 増分価値等の配分
土地等の併合により増分価値等が発生する場合には、それが各々の土地等に配分され、それが市場価値との乖離となる。配分方法は、総額比によるなどのものがある。